# Propos sur la racine des légumes
Propos sur la racine des légumes ou Caigentan (chinois : 菜根譚 ; pinyin : Càigēntán ; Wade : Ts'ai-ken t'an) est un recueil d'aphorismes chinois du maître taoïste Hong Zicheng (洪自诚, connu aussi sous le nom de Hong Yingming 洪应明). 
Le titre réfère à une citation de l’érudit Wang Xinmin 汪信民 (1071-1110) « Qui peut manger la racine des légumes (vivre frugalement) peut tout accomplir. » ,.
Écrit vers 1590 à la fin de la dynastie Ming, il offre une vision éclectique des Trois enseignements, mêlant traditions confucéenne, taoïste et bouddhique.